# Кленовац (Зајечар)
Кленовац је насељено место града Зајечара у Зајечарском округу. Према попису из 2022. било је 91 становник (према попису из 1991. било је 393 становника) налази се на 40 km северно-североисточно од Града Зајечар и 18 километара јужно-југозападно од Неготина и тиме је последње село у зајечарској општини. Такође се налази између села Брусник и Речка на 3 km од реке Тимок.

## Демографија
У насељу Кленовац живи 233 пунолетна становника, а просечна старост становништва износи 54,8 година (51,6 код мушкараца и 57,8 код жена). У насељу има 102 домаћинства, а просечан број чланова по домаћинству је 2,45.
Ово насеље је великим делом насељено Србима (према попису из 2002. године), а у последња три пописа, примећен је пад у броју становника.
|  |

| Демографија | Демографија | Демографија |
| Година      | Становника  | Становника  |
| ----------- | ----------- | ----------- |
| 1948.       | 691         |             |
| 1953.       | 697         |             |
| 1961.       | 653         |             |
| 1971.       | 597         |             |
| 1981.       | 531         |             |
| 1991.       | 393         | 356         |
| 2002.       | 250         | 274         |

| Етнички састав према попису из 2002.‍ | Етнички састав према попису из 2002.‍ | Етнички састав према попису из 2002.‍ | Етнички састав према попису из 2002.‍ | Етнички састав према попису из 2002.‍ |
| ------------------------------------ | ------------------------------------ | ------------------------------------ | ------------------------------------ | ------------------------------------ |
|                                      |                                      |                                      |                                      |                                      |
| Срби                                 | Срби                                 |                                      | 243                                  | 97,2%                                |
| непознато                            | непознато                            |                                      | 4                                    | 1,6%                                 |

| Година пописа     | 1948. | 1953. | 1961. | 1971. | 1981. | 1991. | 2002. |
| ----------------- | ----- | ----- | ----- | ----- | ----- | ----- | ----- |
| Број домаћинстава | 155   | 157   | 150   | 149   | 142   | 114   | 102   |

| Број чланова      | 1  | 2  | 3  | 4  | 5 | 6 | 7 | 8 | 9 | 10 и више | Просек |
| ----------------- | -- | -- | -- | -- | - | - | - | - | - | --------- | ------ |
| Број домаћинстава | 35 | 24 | 22 | 12 | 3 | 5 | 0 | 1 | 0 | 0         | 2,45   |

| Пол    | Укупно | Неожењен/Неудата | Ожењен/Удата | Удовац/Удовица | Разведен/Разведена | Непознато |
| ------ | ------ | ---------------- | ------------ | -------------- | ------------------ | --------- |
| Мушки  | 114    | 25               | 70           | 15             | 4                  | 0         |
| Женски | 123    | 14               | 63           | 40             | 6                  | 0         |
| УКУПНО | 237    | 39               | 133          | 55             | 10                 | 0         |

| Пол    | Укупно                    | Пољопривреда, лов и шумарство | Рибарство                            | Вађење руде и камена | Прерађивачка индустрија       |
| ------ | ------------------------- | ----------------------------- | ------------------------------------ | -------------------- | ----------------------------- |
| Мушки  | 61                        | 51                            | 0                                    | 0                    | 2                             |
| Женски | 52                        | 52                            | 0                                    | 0                    | 0                             |
| УКУПНО | 113                       | 103                           | 0                                    | 0                    | 2                             |
| Пол    | Производња и снабдевање   | Грађевинарство                | Трговина                             | Хотели и ресторани   | Саобраћај, складиштење и везе |
| Мушки  | 0                         | 0                             | 3                                    | 0                    | 2                             |
| Женски | 0                         | 0                             | 0                                    | 0                    | 0                             |
| УКУПНО | 0                         | 0                             | 3                                    | 0                    | 2                             |
| Пол    | Финансијско посредовање   | Некретнине                    | Државна управа и одбрана             | Образовање           | Здравствени и социјални рад   |
| Мушки  | 0                         | 0                             | 2                                    | 0                    | 0                             |
| Женски | 0                         | 0                             | 0                                    | 0                    | 0                             |
| УКУПНО | 0                         | 0                             | 2                                    | 0                    | 0                             |
| Пол    | Остале услужне активности | Приватна домаћинства          | Екстериторијалне организације и тела | Непознато            | Непознато                     |
| Мушки  | 0                         | 0                             | 0                                    | 1                    | 1                             |
| Женски | 0                         | 0                             | 0                                    | 0                    | 0                             |
| УКУПНО | 0                         | 0                             | 0                                    | 1                    | 1                             |